# Bahnhof Berlin-Friedrichsfelde Ost
Der Bahnhof Berlin-Friedrichsfelde Ost ist ein S-Bahnhof im Berliner Ortsteil Marzahn des Bezirks Marzahn-Hellersdorf. Die Station befindet sich nördlich der Ortsteilgrenze zu Friedrichsfelde an der Kreuzung der Strecke der Preußischen Ostbahn mit der Rhinstraße und wird von drei Linien der S-Bahn bedient.

## Geschichte

### Inbetriebnahme des ersten Bahnhofs
Im Jahr 1903 wurde der Magerviehhof Friedrichsfelde auf dem Gelände zwischen Ostbahn und Wriezener Bahn eingerichtet. Neben dem am 15. Juli 1903 für Personen- und Güterverkehr in Betrieb genommenen Bahnhof Magerviehhof an der Wriezener Bahn verpflichtete sich die Genossenschaft für Viehverwertung zu Berlin auch zum Bau eines Haltepunkts an den Vorortgleisen der Ostbahn. Dieser war zwar weiter entfernt, jedoch war über die zum Vororttarifbereich gehörende Ostbahn eine direkte Anbindung an die Berliner Innenstadt gewährleistet.

Empfangsgebäude an der Marzahner Chaussee, um 1909

Die ursprünglichen Pläne der Genossenschaft sahen einen einfachen Haltepunkt mit zwei Seitenbahnsteigen vor. Die preußische Eisenbahnverwaltung hielt jedoch die Errichtung eines erhöhten Mittelbahnsteigs mit niveaugleichem Einstieg angesichts der steigenden Verkehrszahlen für angebrachter. Dabei sollte der Bahnübergang im Zuge der Friedrichsfelde-Marzahner Chaussee (heute: Marzahner Chaussee) beseitigt werden. Die dafür benötigten Mittel in Höhe von 425.000 Mark (kaufkraftbereinigt in heutiger Währung: rund 3,54 Millionen Euro) wurden dem Dispositionsfonds der Eisenbahnverwaltung entnommen. Die Genossenschaft steuerte weitere 47.000 Mark bei, die den Kosten eines einfachen Haltepunkts entsprachen, als auch das benötigte Gelände nördlich der Bahnstrecke. Die Landgemeinde Friedrichsfelde leistete einen weiteren Zuschuss von 18.000 Mark.
Die Bauarbeiten begannen im Jahr 1902. Am 1. Oktober 1903 wurde der Haltepunkt für den Personenverkehr freigegeben. Er umfasste neben dem Mittelbahnsteig ein Empfangsgebäude nordöstlich der Überführung über die Marzahner Chaussee. Das Gebäude war über einem stumpfwinklig zum Gebäude angelegten Tunnel mit dem Mittelbahnsteig verbunden. Der Bahndamm wurde mit einer Futtermauer soweit abgefangen, dass das Gebäude nicht an den Damm angrenzte und der Tunnel mit zusätzlichen Fensteröffnungen für eine bessere Beleuchtung versehen werden konnte. Das Empfangsgebäude selbst umfasst neben der Eingangshalle rechterhand die Fahrkartenausgabe und linkerhand eine Dienstwohnung. Der Bau wurde in Ziegelrohbauweise mit Putzblenden im Stil des märkischen Mittelalters errichtet. Die roten Ziegel waren weiß gefugt, das Dach war mit braunen Biberschwänzen gedeckt. Die Ausführung oblag Landbauinspektor Karl Cornelius. Gleichzeitig gingen die verlängerten Vorortgleise zwischen der Berliner Stadtbahn und dem Bahnhof Lichtenberg-Friedrichsfelde (heute: Berlin-Lichtenberg) in Betrieb. Die Züge verkehrten teilweise als verlängerte Stadtbahnzüge über Lichtenberg-Friedrichsfelde und Friedrichsfelde Ost nach Kaulsdorf, da die weiter nach Strausberg verkehrenden Vorortzüge über die zwei Jahre zuvor eröffnete VnK-Strecke geleitet wurden, die den Bahnhof Lichtenberg-Friedrichsfelde umfuhr.
Die dampfbetriebenen Vorortzüge wurden ab dem 6. November 1928 im Mischbetrieb mit elektrischen Triebwagen ergänzt. Die vollständige Umstellung auf Elektrotraktion erfolgte zum 4. Januar 1929. Ab dem 1. Dezember 1930 verkehrten diese Züge unter der Bezeichnung S-Bahn.

### Neuordnung der Gleisanlagen

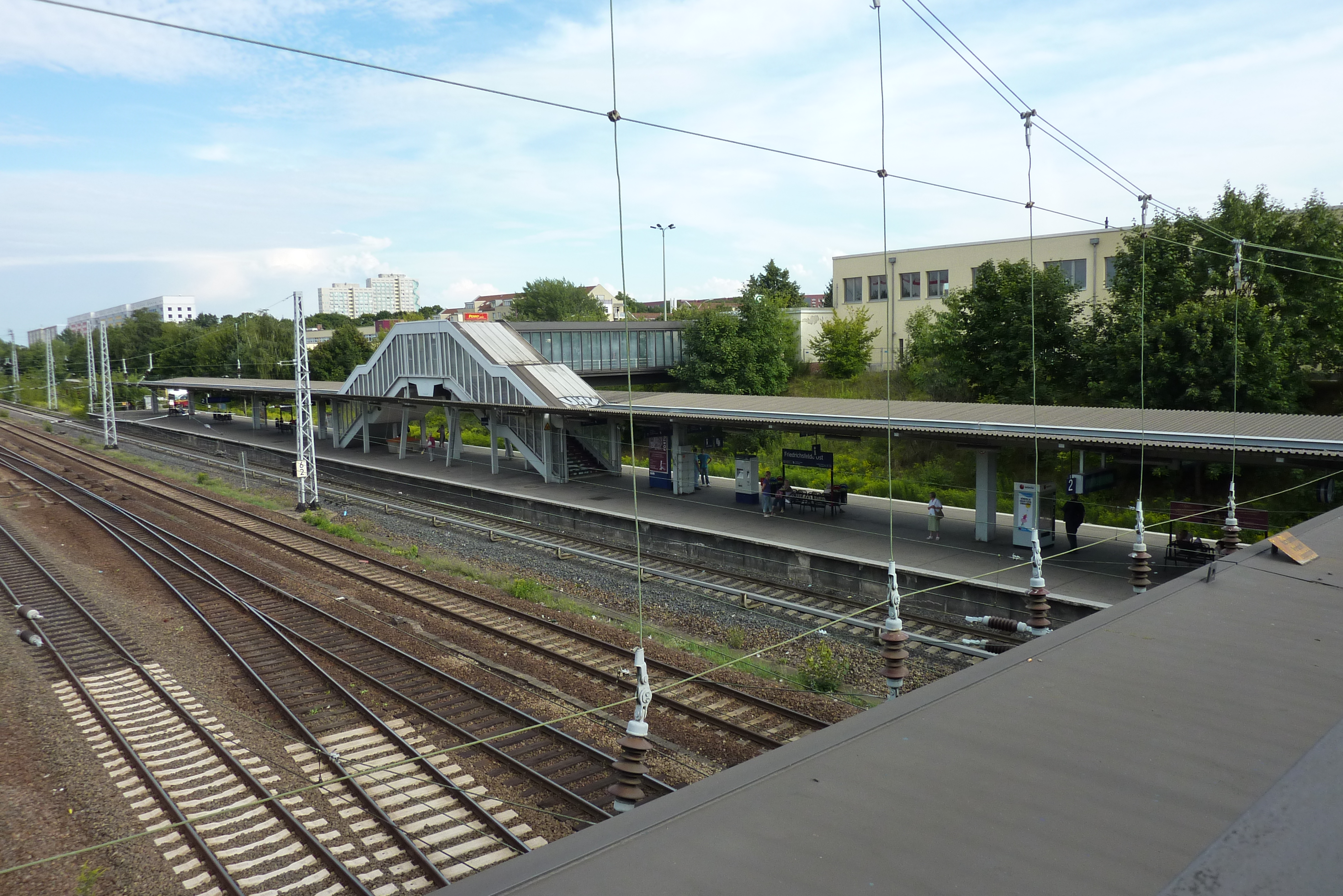
Blick auf den S-Bahnsteig, 2010

Die 1937 aufgestellten Ausbaupläne für das Eisenbahnnetz der Welthauptstadt Germania sahen im Bereich Friedrichsfelde Ost den Ausbau der Ostbahn auf vier Gleise sowie den Bau eines Güteraußenringes (GAR) etwa einen Kilometer östlich vom Bahnhof vor. Beide Vorhaben wurden im Sommer 1939 in Angriff genommen und nach Beginn des Zweiten Weltkriegs als kriegswichtige Vorhaben eingestuft. Der GAR wurde am 1. Januar 1941 zwischen Teltow an der Anhalter Bahn und der Ostbahn sowie am 6. Oktober 1941 zwischen der Ostbahn und dem Bahnhof Karow an der Stettiner Bahn in Betrieb genommen. Die Güterzugstrecke zwischen Lichtenberg und Kaulsdorf wurde am 3. Juli 1941 zunächst eingleisig dem Verkehr übergeben. Westlich des S-Bahnhofs Friedrichsfelde Ost befand sich daher die Kreuzungs- und Überholstelle Friedrichsfelde.
Da die Fernbahngleise in Kaulsdorf südlich, in Lichtenberg jedoch nördlich der Vorortgleise lagen, mussten die Gütergleise in ihrem Verlauf die von der S-Bahn benutzten Vorortgleise queren. Dies geschah zunächst über zwei niveaugleiche Kreuzungen. Die westliche befand sich am östlichen Ende des Betriebswerks Friedrichsfelde der S-Bahn. Das Gütergleis verlief anschließend zwischen den beiden Vorortgleisen und wechselte am Westkopf der Kreuzungsstelle Friedrichsfelde auf die südliche Seite. Das nördliche Vorortgleispaar wurde nach Norden versetzt und erhielt in Friedrichsfelde Ost einen provisorischen seitlichen Holzbahnsteig, während das Gütergleis an der nördlichen Bahnsteigkante des Mittelbahnsteigs vorbeiführte. Kurze Zeit darauf wurde auf Höhe der westlichen Gleiskreuzung ein Überführungsbauwerk in Betrieb genommen. Das Gütergleis und das Vorortgleis nach Kaulsdorf wechselten die Lage, so dass die nun südliche Bahnsteigkante des Mittelbahnsteigs unbenutzt blieb. 1944 wurde das zweite Gütergleis in Betrieb genommen, es führte südlich des ersten Gütergleises entlang.
Das nördliche Gütergleis wurde 1947 demontiert und zum Wiederaufbau der Vorortgleise der Niederschlesisch-Märkischen Bahn verwendet. 1950 wurde auf der freien Trasse ein Verbindungsgleis zum Berliner Außenring errichtet, der in Teilen auf der Trasse des nach 1945 demontierten Güteraußenringes verläuft. 1958 wurde das Überführungsbauwerk des nördlichen S-Bahn-Gleises über die Marzahner Chaussee erneuert und das Provisorium von 1941 beseitigt. Einige Jahre darauf wurde der Holzbahnsteig durch eine feste Konstruktion aus Beton ersetzt. Die Aufsicht auf diesem Bahnsteig wurde 1967 wegen Personalmangel abgezogen und die Abfertigung der Züge durch Fernsehbildschirme eingeführt.

### Verlegung des S-Bahnhofs

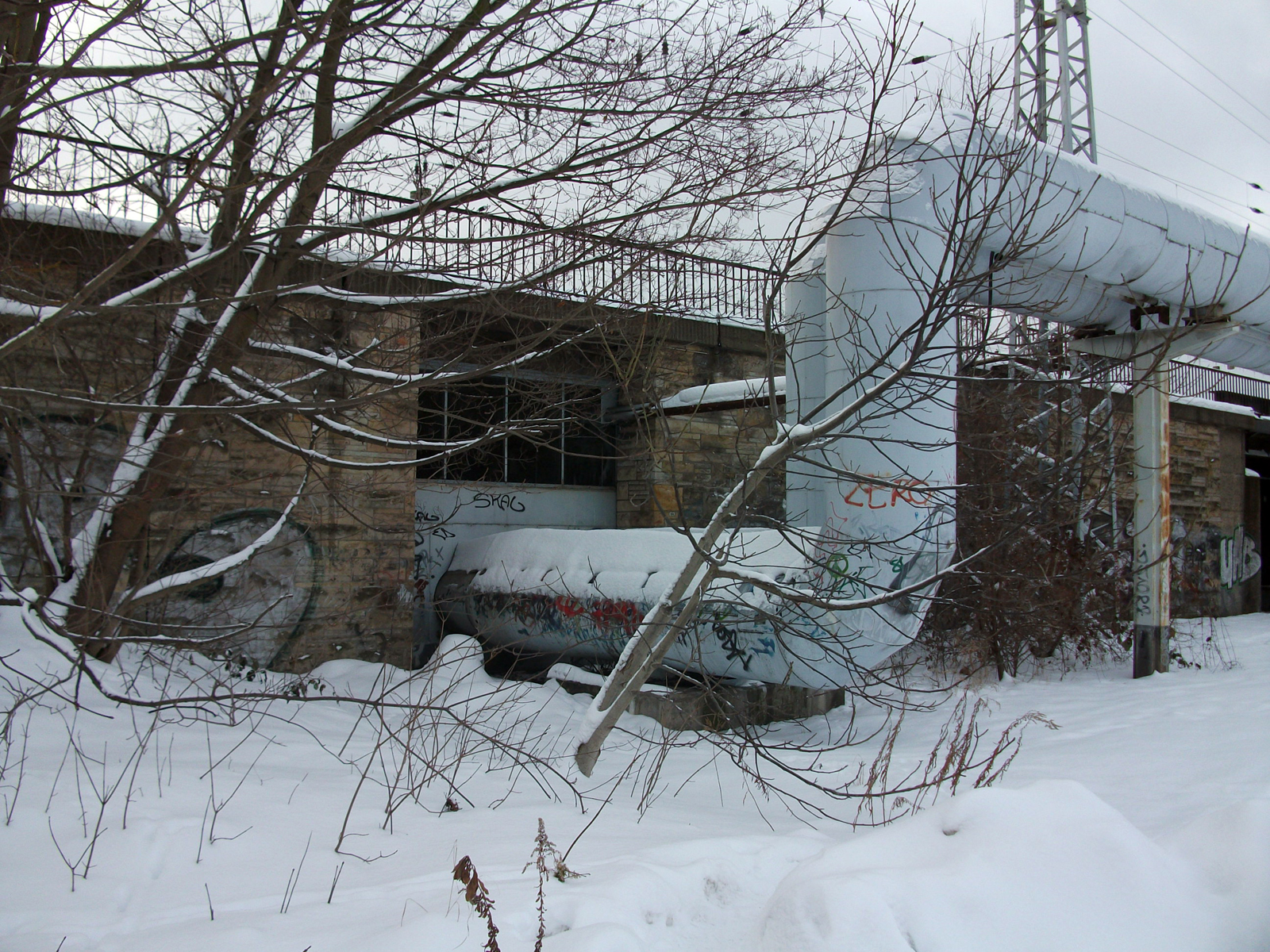
Durch den ehemaligen Fußgängertunnel führt heute eine Fernwärmeleitung, 2010

Im Herbst 1968 begann die Deutsche Reichsbahn mit dem Umbau der Bahnanlagen am Biesdorfer Kreuz. Zum einen sollte dadurch die Anbindung des Bahnhofs Lichtenberg an den Außenring verbessert und zum anderen die Trasse für eine S-Bahn in Richtung Marzahn vorbereitet werden. Der Umbau fand unter laufendem Betrieb statt. Für die S-Bahn nach Marzahn war die Verlegung des S-Bahnhofs um 500 Meter nach Westen südlich der Fernbahngleise nötig. Dadurch sollte gleichzeitig ein Anschluss an eine im Zuge der Rhinstraße ebenfalls neu zu errichtende Straßenbahnstrecke gewährleistet werden. Der größer gewordene Abstand zum S-Bahnhof Biesdorf sollte durch einen Kreuzungsbahnhof am Biesdorfer Kreuz überbrückt werden.
Der Umbau begann mit dem Abriss des alten Empfangsgebäudes im Herbst 1968 und seinem Ersatz durch eine Baracke. Der Bahndamm wurde anschließend auf der Nordseite verbreitert, um ein Verbindungsgleis von Lichtenberg zum Nördlichen Außenring aufnehmen zu können. Der Verbindungstunnel zum S-Bahnhof wurde entsprechend verlängert und in ihm ein Passimeter eingerichtet. 1972 erhielt der Seitenbahnsteig eine zweite Bahnsteigkante. Nachdem das Überführungsbauwerk zwischen der Ostbahn beziehungsweise dem Zubringer zum Südlichen Außenring auf der einen und der S-Bahn auf der anderen Seite fertiggestellt wurde, wurden die S-Bahn-Gleise um eine Gleisachse nach Norden verschoben, so dass die Züge nun ausschließlich am nördlichen Bahnsteig von 1941 hielten. Der südliche Bahnsteig von 1903 wurde mit der Verschwenkung der Gleise am 28. Juni 1974 stillgelegt.
Die Ferngleise südlich der S-Bahn wurden daraufhin nach Norden verschwenkt, um Baufreiheit für die neue S-Bahn-Trasse zu schaffen. Am 24. Januar 1975 wurde der alte S-Bahnhof östlich der Marzahner Chaussee geschlossen. Drei Tage später wurde die neue S-Bahn-Trasse südlich der Fernbahngleise in Betrieb genommen und ein provisorischer Mittelbahnsteig westlich der Marzahner Chaussee mit Zugang zur Seddiner Straße südlich der Bahn eingerichtet. Nachdem die Reste der alten Überführungsrampe aus den 1940er Jahren beseitigt wurden, erfolgte der Bau des endgültigen S-Bahnhofs unterhalb der Rhinstraßenbrücke. Dieser wurde am 6. September 1979 dem Betrieb übergeben. Der Zugang zum Mittelbahnsteig erfolgt ebenfalls über die Seddiner Straße. Da diese Anordnung vor allem für Umsteiger zwischen Straßenbahn und S-Bahn lange Wege mit sich brachte, wurde 2002 ein barrierefreier Aufgang am Westende des Bahnsteigs in Betrieb genommen. Ein direkter Übergang zwischen dem S-Bahnsteig und der darüber liegenden Straßenbahnhaltestelle wurde im Juli 2021 fertiggestellt.
Mit Inbetriebnahme des elektronischen Stellwerkes Biesdorfer Kreuz wurde der Haltepunkt im November 2019 zum Bahnhofsteil des Bahnhofs Berlin-Lichtenberg.

## Anbindung

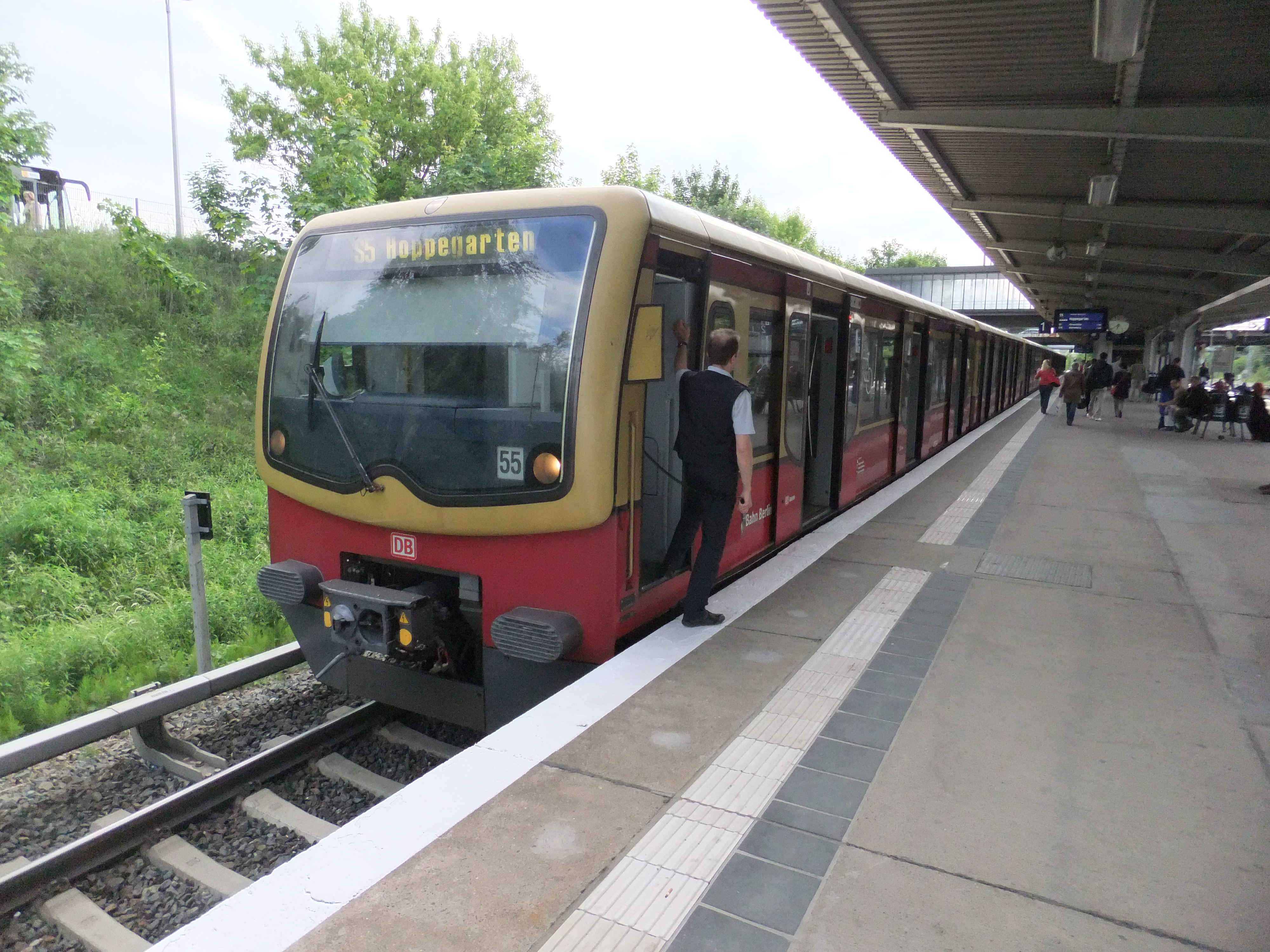
DB-Baureihe 481 im S-Bahnhof Friedrichsfelde Ost, 2012

Der S-Bahnhof wird von den Linien S5, S7 und S75 bedient. Ferner bestehen Umsteigemöglichkeiten zu den Straßenbahnlinien M17, 27 und 37 sowie zu den Omnibuslinien 192 und 194 der BVG.
| Linie | Verlauf |
| ----- | --- |
|       | Westkreuz – Charlottenburg – Savignyplatz – Zoologischer Garten – Tiergarten – Bellevue – Hauptbahnhof – Friedrichstraße – Hackescher Markt – Alexanderplatz – Jannowitzbrücke – Ostbahnhof – Warschauer Straße – Ostkreuz – Nöldnerplatz – Lichtenberg – Friedrichsfelde Ost – Biesdorf – Wuhletal – Kaulsdorf – Mahlsdorf – Birkenstein – Hoppegarten – Neuenhagen – Fredersdorf – Petershagen Nord – Strausberg – Hegermühle – Strausberg Stadt – Strausberg Nord  |
|       | Potsdam Hauptbahnhof – Babelsberg – Griebnitzsee – Wannsee – Nikolassee – Grunewald – Westkreuz – Charlottenburg – Savignyplatz – Zoologischer Garten – Tiergarten – Bellevue – Hauptbahnhof – Friedrichstraße – Hackescher Markt – Alexanderplatz – Jannowitzbrücke – Ostbahnhof – Warschauer Straße – Ostkreuz – Nöldnerplatz – Lichtenberg – Friedrichsfelde Ost – Springpfuhl – Poelchaustraße – Marzahn – Raoul-Wallenberg-Straße – Mehrower Allee – Ahrensfelde |
|       | (Ostbahnhof –) Warschauer Straße – Ostkreuz – Nöldnerplatz – Lichtenberg – Friedrichsfelde Ost – Springpfuhl – Gehrenseestraße – Hohenschönhausen – Wartenberg |